# Гарса, Мигель
Мигель Гарса Рамирес (исп. Miguel Garza Ramirez) (14 января 1974, Монтеррей, Нуэво-Леон, Мексика) — известный мексиканский актёр и продюсер.

## Биография
Родился 14 января 1974 года в Монтеррее. В мексиканском кинематографе дебютировал в 1989 году, дебютировал ярко, снявшись в культовом телесериале Моя вторая мама, после чего вышел на мировой уровень популярности из-за продажи указанного телесериала во многие страны мира. Всего снялся в 26 работах, среди которых 1 фильм, остальное — телесериалы. Телесериалы Мария Мерседес, Марисоль, Живу ради Елены, Полюбить снова, Наперекор судьбе и Скрытая правда (Наш секрет) также оказались весьма популярными с участием актёра. В 1999 году дебютировал в качестве продюсера.

## Фильмография
1
Сеньора Асеро (сериал, 2014 – ...)
Señora Acero ... Agente Garza
2
Я не верю в мужчин (сериал, 2014 – 2015)
Yo no creo en los hombres ... Doctor
3
Камелия из Техаса (сериал, 2014)
Camelia La Texana ... Pedro Ramírez
4
Повелитель небес (сериал, 2013 – ...)
El Señor de los Cielos ... Paul 'El Hombre Bomba'
5
Последний год (сериал, 2012)
Último año ... El terapeuta
6
Бриллиантовая роза (сериал, 2012 – ...)
Rosa Diamante ... Dr. Leonardo Bernal
7
Возлюбленное сердце (сериал, 2011)
Amorcito Corazón ... Mario
8
Кападокия (сериал, 2008 – ...)
Capadocia ... Papá Federico
9
Скрытая правда, или Наш секрет (сериал, 2006)
La verdad oculta ... Omar
10
Наперекор судьбе (сериал, 2005)
Contra viento y marea ... Fabricio
11
Певица (сериал, 2004)
Cancionera
12
Полюбить снова (сериал, 2003 – 2004)
Amar otra vez ... (1 эпизод, 2004)
13
Живу ради Елены (сериал, 1998)
Vivo por Elena ... Sergio
14
Ложь (сериал, 1998)
La mentira ... Ignacio Sosa
15
Марисоль (сериал, 1996)
Marisol ... Piojo
16
Мария Мерседес (сериал, 1992)
María Mercedes ... Estebán
17
Девчушки (сериал, 1991)
Muchachitas
18
В собственном теле (сериал, 1990)
En carne propia
19
Свет и тень (сериал, 1989)
Luz y sombra
20
Моя вторая мама (сериал, 1989)
Mi segunda madre ... Alex
21
Женщина, случаи из реальной жизни (сериал, 1985 – ...)
Mujer, casos de la vida real

### В титрах не указан
22
Morelos (2012)
... Cura
23
Кусочек неба (сериал, 2012)
Cachito de cielo ... Abogado Treviño
24
Чтобы вновь любить (сериал, 2010 – ...)
Para volver a amar ... Maestro
25
Бесчувственная (сериал, 2004 – 2005)
Mujer de madera ... Contador
26
Игра жизни (сериал, 2001 – 2002)
El juego de la vida ... Luis